# لی چارلز
لی چارلز (انگلیسی: Lee Charles؛ زادهٔ ۲۰ اوت ۱۹۷۱) بازیکن فوتبال اهل بریتانیا است.
از باشگاه‌هایی که در آن بازی کرده‌است می‌توان به باشگاه فوتبال بارنت، باشگاه فوتبال کمبریج یونایتد، و باشگاه فوتبال آلدرشات تاون اشاره کرد.